# Orseis mathai
Orseis mathai är en ringmaskart som beskrevs av Gravier 1911. Orseis mathai ingår i släktet Orseis och familjen Hesionidae. Inga underarter finns listade i Catalogue of Life.